# فاتح دونماز
فاتح دونماز (بالتركية: Fatih Dönmez)‏ (ولد في يناير 1965 في مدينة قونية في تركيا) هو وزير الطّاقة والموارد الطبيعية التركي وعضو في حزب العدالة والتنمية الذي يترأسه الرئيس التركي رجب طيّب أردوغان 

## حياته الشخصية
متزوج ولديه ثلاث أبناء

## حياته العلمية والسياسية
أنهى تعليمه الابتدائي والمتوسط والثانوي في مدينة إسطنبول وتخرج عام 1987 من قسم الهندسة الكهربائية والإلكترونية من جامعة يلدز التقنية بِإسطنبول
وأكمل برنامج شهادة الماجستير في إدارة الأعمال الإلكترونية عام 2005، وقد كان تنفيذيًا على مستويات مختلفة في عدد من شركات الطاقة والاتصالات
عمل دونماز في عام 1994 مديرًا للدراسات والمشاريع في شركة إغداش الخاصة بتوزيع الغاز، إحدى أكبر شركاء بلدية إسطنبول الكبرى، واختير عضوًا بمجلس إدارتها، ونائبًا لمديرها العام.
ومنذ العام 2002 تولى العديد من المناصب في بلدية إسطنبول وكان واحدًا من بين مؤسسي الاتحاد التركي للصناعات الكهربائية.
تم اختياره لعضوية مجلس إدارة هيئة تنظيم سوق الطاقة في 4 يناير/ كانون الثاني 2008 وكما اختير عامي 2008 و2010 لعضوية مجلس إدارة الاتحاد الإقليمي لمنظمي الطاقة التابع للهيئة.
له العديد من الكتابات والتقارير في مجال الطاقة. وقام بتنفيذ العديد من الأعمال مثل أمن التوريد وفقر الطاقة وإسقاطات الغاز الطبيعي والبحث والتطوير في قطاع الطاقة والتخطيط الاستراتيجي وإدارة الأداء وإعداد دراسات الجدوى وتطوير المنظمات والشركات للتكيف مع الاتحاد الأوروبي.
تم تعيينه في 24 ديسمبر/ كانون الأول مستشارًا لوزارة الطاقة والموارد الطبيعية.